# Garcia Íñiguez de Pamplona
Garcia Íñiguez (em árabe: قرسية بن ونقه البشكنشي; romaniz.: Garsiya ibn Wannaqo al Baškuniši; em latim: Garsea Enneconis c. 810—870), filho do rei Íñigo Arista, foi regente desde 842 por invalidez do pai, o primeiro rei da Dinastia Iñiguez a quem sucedeu no trono de Pamplona entre 851-2.

## Biografia
Garcia foi educado em Córdova, como convidado do Emir de Córdova. Quando o seu pai foi assolado pela paralisia, Garcia assumiu a regência, possivelmente ajudado pelo seu tio Fortunio Íñiguez.
Em Maio de 843 alinhou com suo tio Muça ibne Muça ibne Fortune dos Banu Cassi na insurreição contra o Emir de Córdova; a rebelião foi controlada por Abderramão II, que em resposta atacou o reino de Pamplona, derrotando e ferindo gravemente Garcia e matando Muça. Com a morte do pai, em 851/2, Garcia assume o trono de Pamplona.
Na sequência da morte de Íñigo Arista, o líder dos Banu Cassi, Muça ibne Muça procurou as boas relações com Maomé I, o que terá instigado Garcia a procurar alianças com o Reino das Astúrias.
Em 859, Muça ibne Muça deixou um contingente de Viquingues atravessar as suas terras para atacar Navarra, de onde resultou a captura de Garcia, a quem foi imposto um resgate de pelo menos 70 000 dinares.  Ainda no mesmo ano, Muça ibne Muça atacou a cidade pamplonesa de Albelda. Garcia e o seu novo aliado, Ordonho I das Astúrias, travaram combate na batalha de Albelda, também chamada a “batalha de Clavijo”»,  matando, diz-se, 10 000 dos seus magnatas. Esta vitória, por sua vez, desencadeou como resposta, no ano seguinte, a captura do filho de Garcia, Fortunio Garcés, pelos mouros, que ficou detido em Córdova nos vinte anos seguintes.
Durante a década de 870 e seguinte, com a morte de Garcia Iñiguez e o regresso de Fortunio Garcés, parece que o governo do território pamplonês esteve sob a regência de García Jiménez, filho de Jimeno Garcês (dinastia Jimena). Durante o reinado de Garcia deram-se os primeiros passos para favorecer a passagem dos peregrinos de Santiago de Compostela, no que mais tarde seriam os Caminhos de Santiago.

## Descendência

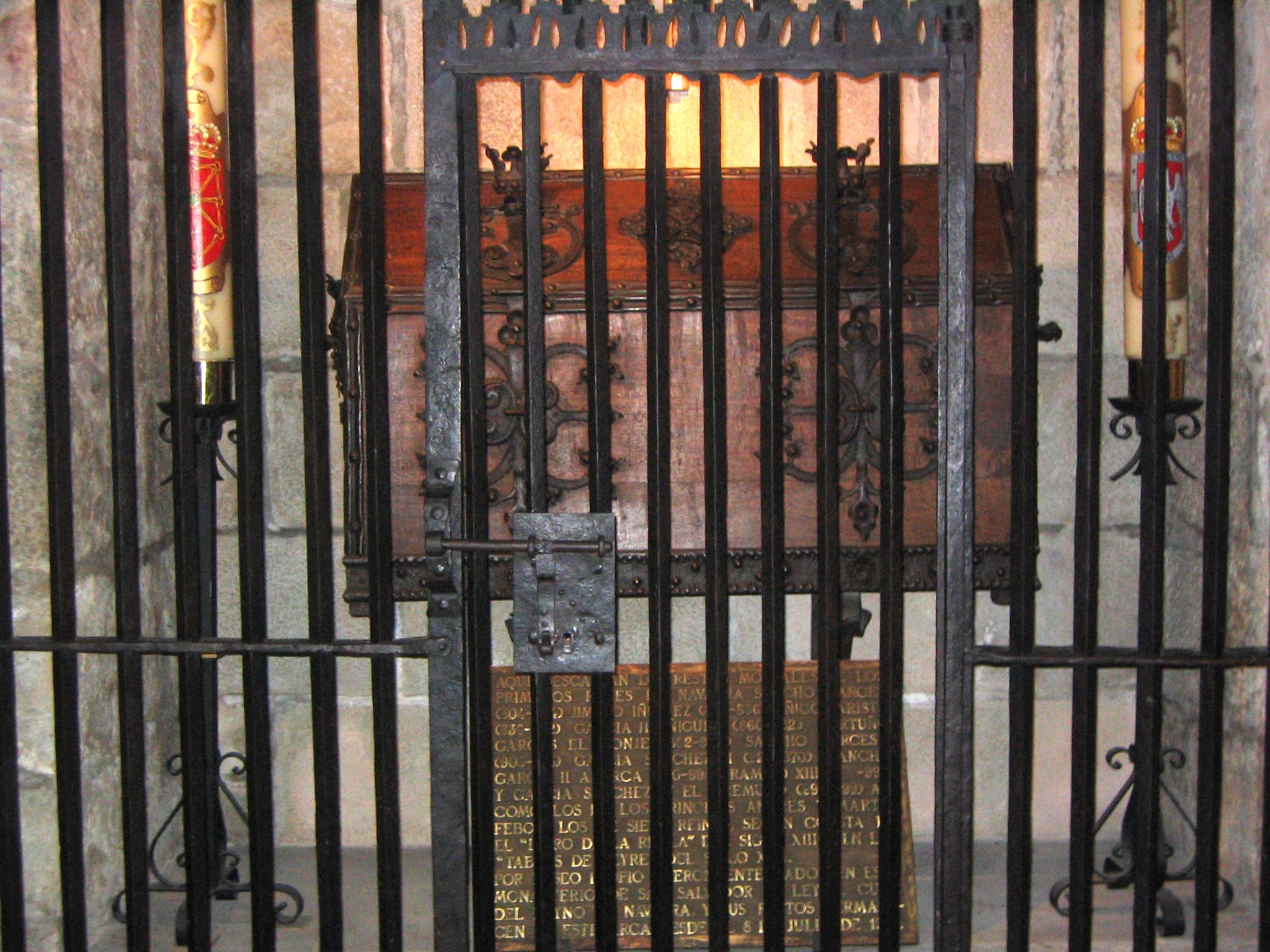
Panteão dos reis de Pamplona no Mosteiro de Leyre

Casado com Urraca, possivelmente filha de Fortune ibne Muça, teve os seguintes filhos:
- Fortunio Garcês, sucessor no trono de Pamplona, casou com Áurea, possível filha de Lubb ibn Musa.
- Sancho Garcês, pai de Aznar Sanches de Larraun casado com sua prima-irmã Oneca Fortunez, filha do rei Fortunio (o irmão do Sancho), pais de Toda Aznares, esposa de Sancho Garcês I de Pamplona, e Sancha Aznares, esposa de Jimeno Garcês. Foi ainda pai de Velasquita Sanches de Pamplona, casada con Mutarrif ibn Musa, walí de Huesca, filho de Musa ibn Musa e Assona Íñiguez[8].
- Oneca Garcês de Pamplona, casada com Aznar II Galíndez (ca. 846 - 893).

Também poderia ser o pai de Jimena Garcês, casada com Afonso III das Astúrias, o Grande, embora o nome de Jimena não é mencionado no Códice de Roda.